# 阿不都沙拉木·阿不都热西提
阿不都沙拉木·阿不都热西提（维吾尔文：ئابدۇسالام ئابدۇرېشىت；拉丁维文：Abdusalam Abdurëshit，1996年5月20日—）中国职业篮球运动员，身高2.03米，司职前锋，现效力于CBA球队新疆广汇篮球俱乐部。
阿不都沙拉木出生于新疆维吾尔族自治区阿勒泰市，2011～2012年就读于阿勒泰地区第二高级中学，代表校篮球队参加全疆高中联赛，因表现出色被选入新疆广汇俱乐部试训。在2014年李宁全国青年俱乐部篮球联赛中帮助新疆青年男子篮球队夺得冠军，本人获得赛事MVP及篮板王称号。2014年7月18日，阿不都沙拉木被调到新疆广汇一队，并随队前往美国洛杉矶进行集训，当年9月，代表新疆广汇队参加了台湾青年联赛并获得了冠军。同年10月26日，阿不都沙拉木被选入中国国家青年男子篮球队，并定位为主力队员，打3、4号位（大前锋）。2018年9月1日，阿不都沙拉木帮助中国男篮红队获得2018年雅加达亚运会男篮冠军。

## 試訓
根據媒體報導，因年齡到達22歲而自動參加選秀，目前他已接受包括湖人、籃網、爵士、太陽等8支NBA球隊的試訓。

## 外部連結
- 阿不都沙拉木·阿不都热西提在fiba.basketball（英语）
- 阿不都沙拉木·阿不都热西提在中国男子篮球职业联赛
- 阿不都沙拉木·阿不都热西提在Basketball-Reference.com（國際）（英语）
- 阿不都沙拉木·阿不都热西提在Eurobasket.com（球員）（英语）
- 阿不都沙拉木·阿不都热西提在Proballers（英语）
- 阿不都沙拉木·阿不都热西提在Proballers（英语）
- 阿不都沙拉木·阿不都热西提在Proballers（英语）
- 阿不都沙拉木·阿不都热西提在RealGM（英语）
- 阿不都沙拉木·阿不都热西提在中国篮球数据库